# Hugo Hammarström
Melcher Hugo Hammarström, född 30 april 1891 i Frötuna socken, Stockholms län, död 28 januari 1974, svensk musikpedagog, kompositör och organist.

## Yrkesverksamhet
Hammarström verkade som kantor i S:ta Clara kyrka åren 1929–1965 och startade 1939 Stockholms folkskolors sångklasser, senare kallade Adolf Fredriks musikklasser. Ända till pensioneringen 1957 var han ledare för musikundervisningen på skolan. Hugo Hammarström är begravd på Västerhaninge kyrkogård.

## Priser och utmärkelser
- 1955 – Medaljen för tonkonstens främjande.
- 1959 – Litteris et Artibus.[2]
- 1965 – Illis Quorum av femte storleken.[3]

## Verk (urval)
Hammarström har en omfattande produktion av körstycken, framför allt för damkör eller diskantkör. Bland dessa finns Sancta Lucia (mer känd under namnet Strålande helgonfé) och Adventsklockor. Kompositionsstilen är djupt romantisk. 

Därtill finns också olika stycken där Hammarström står för endast musiken eller arrangemanget. Bland dessa ingår körarrangemang av de svenska julvisorna Gläns över sjö och strand och Jul, jul, strålande jul.